# Jason Rosener
Jason Rosener (Omaha, 12 febbraio 1975) è un ex sciatore alpino statunitense.

## Biografia
Rosener, originario di Keystone, debuttò in campo internazionale ai Mondiali juniores di Monte Campione/Colere 1993; l'anno dopo, nella manifestazione iridata giovanile di Lake Placid 1994, conquistò la medaglia di bronzo nella discesa libera e il 6 dicembre 1996 colse l'ultima vittoria, nonché ultimo podio, in Nor-Am Cup, a Lake Louise nella medesima specialità. Esordì in Coppa del Mondo il 21 febbraio 1997 a Garmisch-Partenkirchen in supergigante, senza completare la gara; ai successivi Mondiali di Sestriere 1997, sua unica presenza iridata, si classificò 16º nella discesa libera, 35º nel supergigante e 18º nella combinata.
Ai XVIII Giochi olimpici invernali di Nagano 1998, sua unica presenza olimpica, si piazzò 15º nella discesa libera e non completò la combinata; in Coppa del Mondo ottenne il miglior piazzamento il 7 marzo 1998 a Kvitfjell in discesa libera (18º) e prese per l'ultima volta il via il giorno successivo nella medesima località in supergigante (33º). Si ritirò al termine della stagione 2000-2001 e la sua ultima gara fu un supergigante FIS disputato l'8 aprile a Breckenridge.

## Palmarès

### Mondiali juniores
- 1 medaglia:
  - 1 bronzo (discesa libera a Lake Placid 1994)

### Coppa del Mondo
- Miglior piazzamento in classifica generale: 93º nel 1998

### Coppa Europa
- 2 podi (dati dalla stagione 1994-1995):
  - 1 secondo posto
  - 1 terzo posto

### Nor-Am Cup
- 4 podi (dati dalla stagione 1994-1995):
  - 1 vittoria
  - 1 secondo posto
  - 2 terzi posti

#### Nor-Am Cup - vittorie
| Data            | Località    | Paese  | Specialità |
| --------------- | ----------- | ------ | ---------- |
| 6 dicembre 1996 | Lake Louise | Canada | DH         |

Legenda:

DH = discesa libera